# Cultivos tropicales en la Argentina

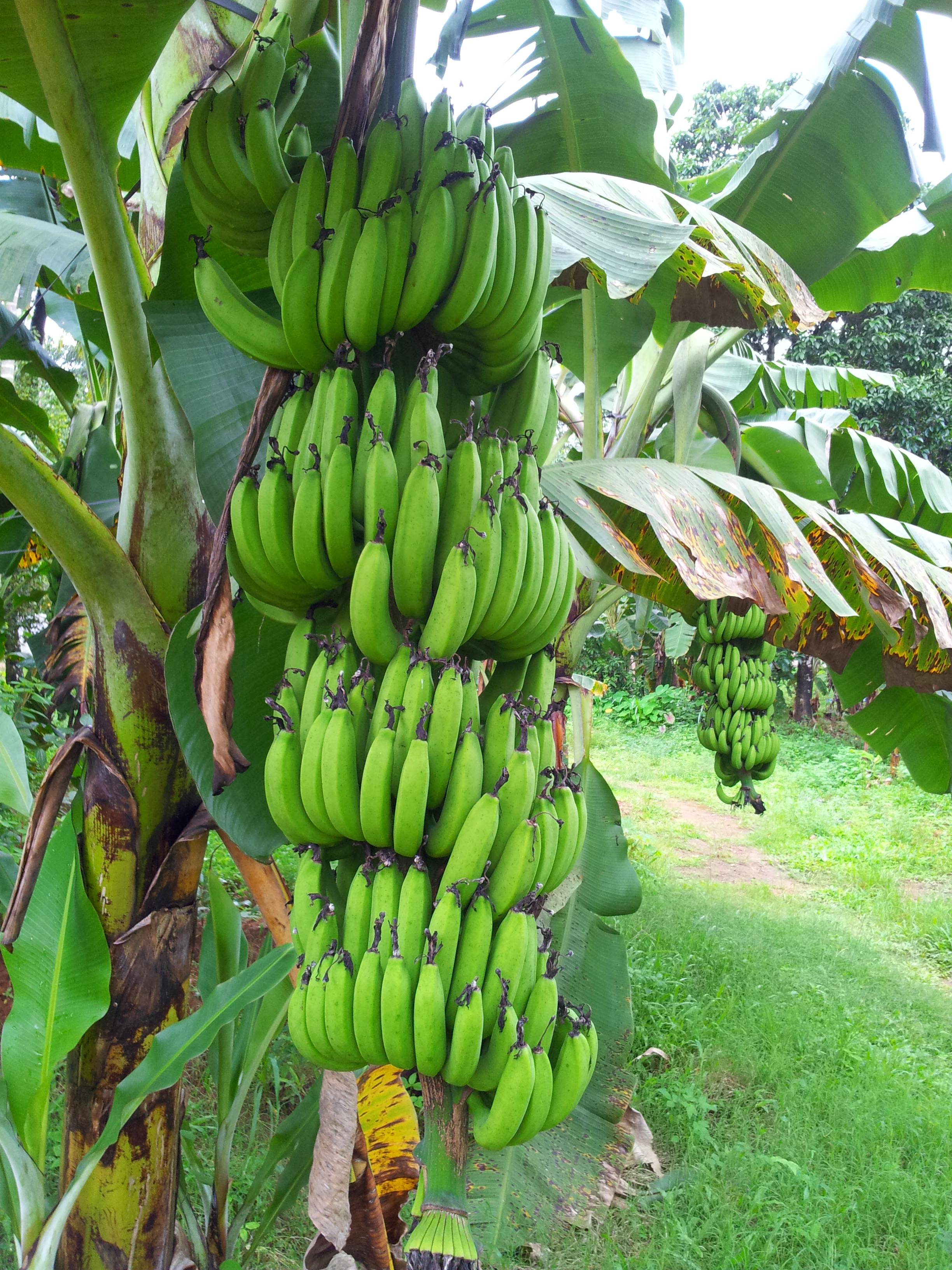
El cultivo del banano es el más destacado de los cultivos tropicales de Argentina.

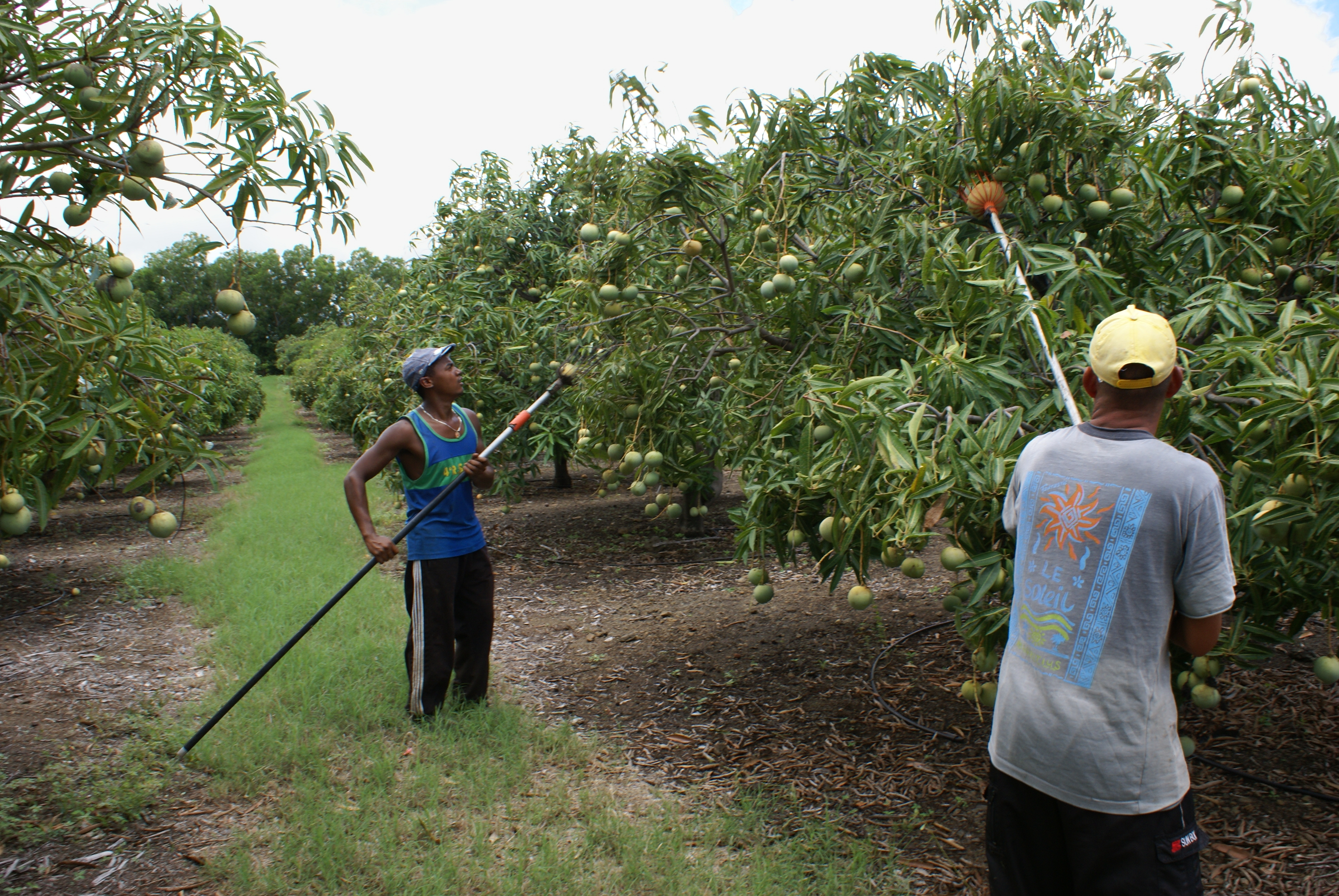
Cosecha de mangos.

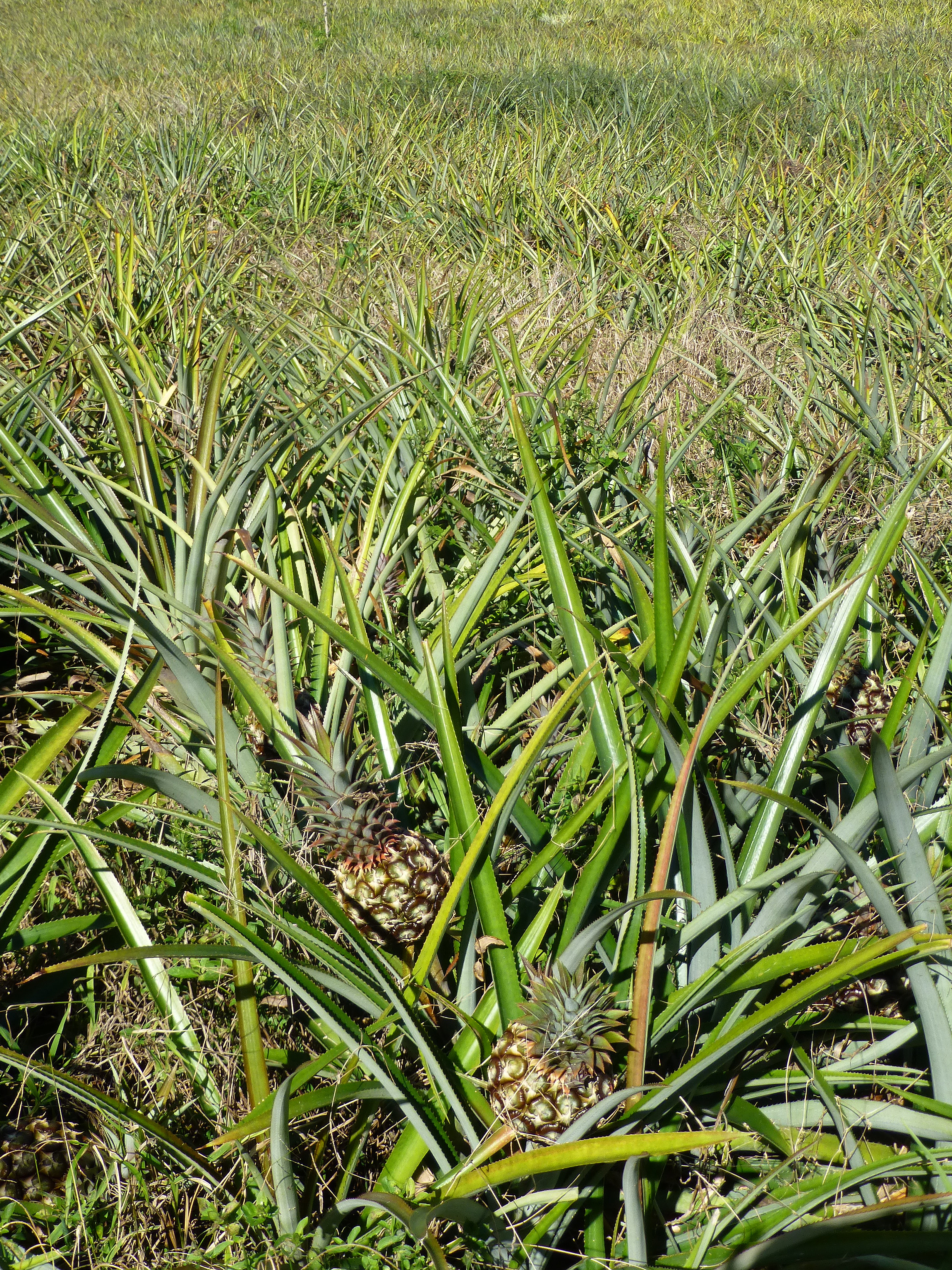
Los mayores cultivos de ananá en Argentina se encuentran en la provincia de Misiones.

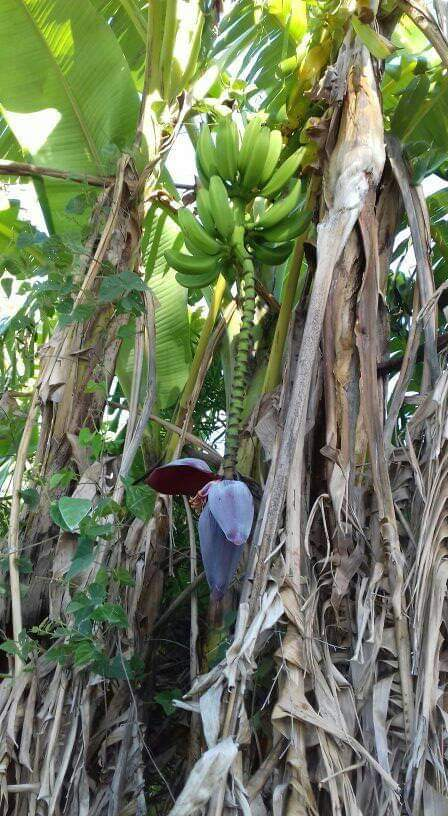
Planta de banana

Los cultivos tropicales en Argentina son las producciones a campo en el territorio argentino de especies vegetales originadas en las regiones intertropicales del globo, las cuales exhiben sensibilidad a las bajas temperaturas, sufriendo daños de consideración y hasta la muerte del ejemplar frente a la ocurrencia de heladas agronómicas. Este rubro constituye un importante ítem económico para el sector agropecuario de las provincias septentrionales del país. Son especies perennes, es decir, no incluye las especies delicadas anuales, las que son cultivadas en una determinada época del año libre de heladas.
El 2.5 % de la producción frutícola de ese país son frutas tropicales, de las que produce doscientas mil toneladas anuales (algo más del 0.1 % de la producción mundial de este tipo de frutas), lo que resulta insuficiente para cubrir la demanda interna, por lo que debe importar más de trescientas sesenta mil toneladas. En los últimos quince años ha crecido la cantidad de hectáreas que se trabajan con banana, palta y mango. Además se llevan adelante programas para incentivar a cultivos como el mburucuyá o maracuyá y el mamón o papaya.

## Limitantes del país para los cultivos tropicales

### Problemas de índole climática
De la suma de los elementos del tiempo atmosférico que definen los variados rasgos climáticos que presenta una región, el relacionado con las bajas temperaturas es uno de los más importantes. El clima de Argentina se caracteriza por su diversidad contrastante, el cual, al contar con amplias porciones ubicadas en latitudes intermedias, hace que predominen distintas variedades de climas templados.
A pesar de poseer territorios septentrionales insertos en latitudes intertropicales, es posible afirmar que el país carece de climas genuinamente tropicales, es decir, los exentos por completo de temperaturas inferiores a 0 °C.
La razón de la falta de climas tropicales se debe a la inexistencia de cordilleras orientadas longitudinalmente, las que permitirían detener los helados vientos invernales que soplan desde el cuadrante sur, procedentes de las regiones australes y la Antártida. De este modo, sin barreras orográficas que los detengan, logran avanzar y cubrir todo el territorio argentino e incluso llegar hasta São Paulo y Mato Grosso del Sur en Brasil.
En la Argentina, solamente en altitudes intermedias y con una determina exposición de ciertas localidades serranas en el extremo norte de la región de las yungas se ha podido localizar áreas que fisiográficamente estarían libres de heladas, pero su superficie es limitada. Como paliativo, la parte norte de la nación presenta amplios territorios con climas semitropicales, que van del continental en el noroeste hasta el húmedo en el extremo nordeste, siendo semiestépico entre ambos. Se trata de variantes más cálidas del clima subtropical; en las mismas el calor se hace presente todo el año (incluso allí se produce el polo de calor de Sudamérica) pero, especialmente en algunos inviernos rigurosos, sufren de suaves heladas. En determinadas localidades las mismas son tan modestas o infrecuentes que permiten que el país produzca —no sin cierto riesgo— sus propios cultivos tropicales.

### Otros problemas
En la competencia con los productos importados, los costos que en un principio parecerían ser ventajosos para el producido en el país (mayor proximidad a los centros de consumo nacionales respecto a los productos extranjeros) se ven contrarrestados por la imposibilidad de utilizar el transporte por barco, por lo cual las cargas en camión incrementan el valor total del producto que debe competir con los de países ecuatoriales, que llegan en enormes buques directamente hasta los puertos de las grandes ciudades del centro-este del país. El problema que le generan al productor las heladas extraordinarias eleva también los gastos que deben afrontar quienes encaren cultivos tropicales en la Argentina. Finalmente, una inconsistencia de las políticas de estado, que sobre este tema han mantenido las distintas administraciones económicas nacionales en las últimas décadas, ocasiona incertidumbre y reticencia en el sector empresarial a realizar grandes inversiones, lo que se ve reflejado en métodos de producción que no son renovados y el sostenimiento de variedades antiguas que no son reemplazadas, para así poder responder rápidamente a los gustos cambiantes del consumidor.
También es intermitente el apoyo del estado a las políticas de mantenimiento y difusión de este tipo de producciones, como la extensión de prácticas agronómicas, el establecimiento de políticas proteccionistas (para atenuar los efectos indeseados de la liberación generalizada de trabas aduaneras) y el sostenimiento a los productores mediante créditos blandos y desgravamientos impositivos, para el aumento de la producción mediante tecnificación y, en especial, frente a escenarios económicos o productivos hostiles, como ciertas condiciones del tipo de cambio o del comercio internacional, así como la presencia de fenómenos climáticos excepcionales, concretamente las catastróficas heladas extraordinarias.

## Regiones argentinas aptas para cultivos tropicales

### Características que deben poseer
La mayor limitante para el progreso exitoso de cultivos tropicales en la Argentina es la existencia de heladas invernales. De allí que los mismos solo posean condiciones medianamente aptas en aquellas localidades donde no solo no hiela todos los años sino que además, cuando ocurre, se manifiesta muy suavemente, sufriendo solo de muy raros días en donde las temperaturas bajas duran apenas unas pocas horas.
Como condición general, si el terreno se encuentra junto al agua la temperatura del mismo en los días heladores será más elevada, ya que el mismo cuerpo acuático transmite su mayor temperatura. Cuanto mayor es el volumen y anchura del mismo implicará una mayor protección, del mismo modo que si las aguas provienen de latitudes menores, es decir, transportan hacia el sur la temperatura desarrollada en sus tramos tropicales.
El relieve del mismo es el segundo factor en importancia. Un terreno al borde de una pronunciada pendiente facilitará el drenaje hacia abajo del aire frío que se acumula junto al piso en las noches invernales.
En otros casos la protección térmica es otorgada por una suerte de efecto invernadero producido en las quebradas, donde el valle encajonado está cubierto de selva, la que con su canopia retiene durante las noches el calor capturado a lo largo del día. La protección que le brindan las copas de los árboles a los cultivos frutales tropicales es clave, por lo que muchos se practican integrados al monte nativo o a forestaciones, bajo las cuales logran desarrollarse con pocos inconvenientes, destruyéndose en cambio los ejemplares expuestos a la intemperie en lugares despejados.

### Zonas aptas en la Argentina
En la Argentina, las zonas más adecuadas para la implantación de cultivos tropicales son tres (las cuales se corresponden con la zona 9b de la tabla de Zonas Climáticas USDA, creada por el Departamento de Agricultura de los Estados Unidos). En el nordeste del país, la parte septentrional de la región mesopotámica, es decir, toda la provincia  de Misiones y el norte de Corrientes; en la región chaqueña, el este de las provincias de Chaco y de Formosa; y en el norte, las laderas orientales de las sierras yungueñas, así como la llanura pedemontana a sus pies, correspondientes al norte de Salta, el este de Tucumán y al este de Jujuy (la zona de las yungas jujeñas). En todas ellas se presentan amplias superficies destinadas a este tipo de cultivos, siendo particularmente importantes en el nordeste de Formosa, el norte de Salta y zonas próximas de Jujuy.
La provincia de Misiones tiene importante trayectoria en la producción de cultivos tropicales, gracias a una arraigada tradición agrícola de sus habitantes rurales y a la existencia de microclimas libres de heladas en regiones onduladas próximas a los ríos Paraná y Uruguay y en laderas de la sierra de Misiones. La zona de Iguazú es algo más heladora factor que aumenta notablemente en las zonas ubicadas a mayores altitudes del este provincial.
La zona del chaco oriental que posee mayor cultivos tropicales es la del nordeste formoseño, en especial en la franja paralela al río Pilcomayo entre Clorinda y los alrededores de Laguna Blanca. El Laboratorio de Biotecnologías de Plantas (BIOLAB) de la Universidad Nacional de Formosa (UNAF) estudia la micropropagación de ejemplares selectos y libres de enfermedades de frutales tropicales.
En el norte argentino, desempeñó un rol fundamental en la aclimatación, estudios, ensayos y extensión de cultivos tropicales en el país la Estación Experimental de Cultivos Tropicales Yuto, del INTA, la cual cuenta con dos agencias de extensión, la de Orán y la de San Pedro.

## Cultivos tropicales que se han propuesto, ensayado o que ya están en producción

### Especies en producción
Las distintas unidades del Instituto Nacional de Tecnología Agropecuaria (INTA) distribuidas en las provincias septentrionales de la Argentina hay logrado implantar varios de los cultivos tropicales, los cuales permiten abastecer total o parcialmente la demanda local evitando de ese modo la pérdida de divisas a la economía del país.

#### Banana

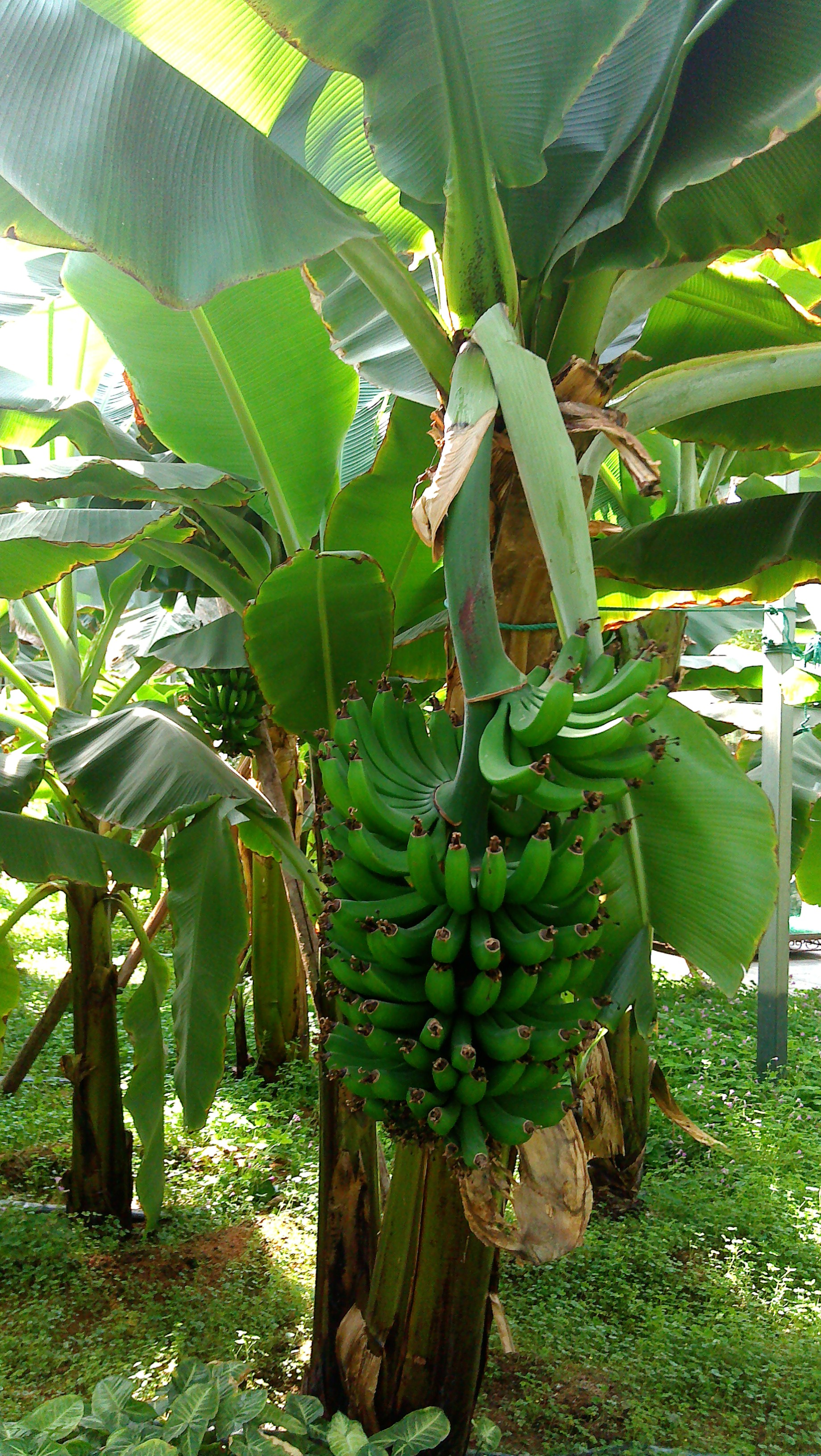
El cultivo del banano es el más destacado de los cultivos tropicales de la Argentina.

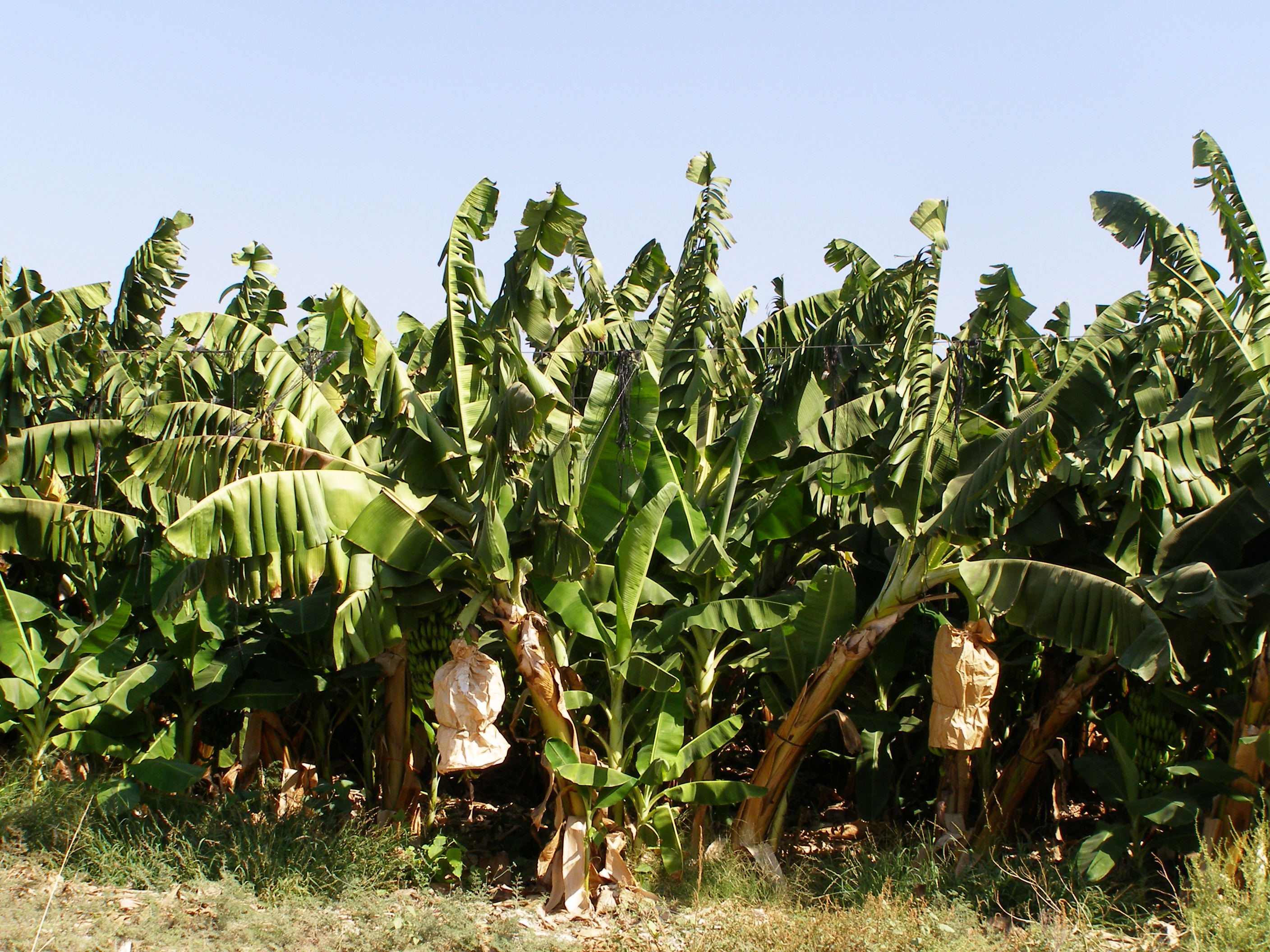
En los bananales argentinos se suele embolsar cada cacho para protegerlo, conservar su calidad, aumentar su tamaño y aislarlo del frío.

El cultivo del banano es el más destacado de los cultivos tropicales de la Argentina, con una producción anual de bananas variable que va desde los ciento ochenta mil, hasta las doscientas cinco mil toneladas, lo que solo cubre el 23 % de lo consumido en el país. por lo que presenta amplias posibilidades de crecimiento. La producida en el país es la variedad «Nanica» perteneciente al grupo «Cavendish». Es una planta sensible a las bajas temperaturas; cuando son inferiores a los 10 °C, detiene su crecimiento y con 2 °C los tejidos de sus hojas y sus frutos comienzan a experimentar daños. La banana es la fruta más consumida de Argentina, con un promedio anual per cápita de doce kilogramos, cubierto en su mayor parte con producto importado —principalmente de Ecuador, Bolivia y en menor proporción Brasil y Paraguay— el cual representó para el año 2009: 344 105 toneladas a un costo de ochenta millones de dólares.
La tradición del cultivo del banano en Argentina se remonta a fines del siglo XIX. La bananicultura argentina comenzó con las primeras plantaciones profesionales, las que efectuaron en los años 1915-1916 los hermanos Leach en Calilegua (Jujuy). En el año 1935 el Cónsul argentino en París tramitó la importación de cien cepas del bananero de las islas Canarias. En la década de 1960 amplió su superficie en el NOA, llegando a adquirir un protagonismo destacado durante la siguiente década; sin embargo nunca llegó a cubrir la totalidad del consumo nacional del producto, alcanzando el mejor año a satisfacer el 80 % de la demanda del país, sufriendo posteriormente un importante retroceso causado principalmente por problemas climáticos y de políticas arancelarias, a pesar de que los cultivos del país se ven libres de muchas de las plagas que afectan gravemente las producciones en el resto del mundo.
La superficie que cubren los cultivos de banano en la Argentina son de alrededor de 9000 hectáreas, en las provincias de Formosa (50.5 %), Salta (47.7 %) y Jujuy (1.8 %); Aunque también se dan para el año 2015 5400 ha con porcentajes distintos: Salta (66.2 %), Formosa (27.1 %) y Jujuy (6.2 %).
En Misiones, su producción más desarrollada ha quedado hoy acotada a cien aunque esto está aumentando son explotadas por 50 productores. la producción bananera se da muy bien en todos los departamentos misioneros y augura un futuro óptimo.
En la provincia de Salta sus plantaciones se extienden por tres mil quinientas hectáreas (explotadas por ochenta productores), especialmente en el departamento de Orán, siendo importantes las de las localidades de Orán, Colonia Santa Rosa, Pichanal y Peña Colorada.
En la provincia de Jujuy se cultivan mil quinientas hectáreas (explotadas por quince productores), se concentran en el departamento Ledesma, siendo abundantes en Fraile Pintado, Calilegua, Yuto y Bananal.
En Salta y Jujuy las fincas bananeras poseen una superficie promedio de 68 hectáreas (alguna llega a 380 ha); mayormente cuentan con muy buen gerenciamiento y han incorporado tecnología, la que incluye el cablecarril para el traslado de los cachos desde las proximidades de las plantas donde son cortados hasta la planta de lavado y empaquetado. Desarrollan rendimientos de entre veinticinco y treinta toneladas por hectárea, con un fruto de buena calidad, el que puede competir mejor con el ecuatoriano.
En Formosa este cultivo se originó mediante cepas provenientes de Paraguay llevadas por inmigrantes de ese país y plantadas entre los años 1905 y 1910 en la zona de Puerto Pilcomayo. Por más de medio siglo los cultivos fueron solo de tipo familiar, hasta que en la década de 1960 comenzó a desarrollarse comercialmente de manera vertiginosa hasta alcanzar la siguiente década siete mil quinientas hectáreas cultivadas. Mediante el aporte de grandes cantidades de agua de riego se logró producir hasta ochenta toneladas por hectárea en la campaña 1971/72. Años después el cultivo en la provincia fue perdiendo superficie notablemente. La principal zona productora formoseña se sitúa en el nordeste, principalmente en el departamento Pilcomayo cubriendo un sector del departamento Pilagás. Las localidades más destacadas son: Laguna Blanca, Laguna Naick Neck, Palma Sola y Riacho He-Hé. Cubrían un total de alrededor de cuatro mil hectáreas, las que eran explotadas por ochocientos productores. pero ese número descendió a mil quinientas hectáreas explotadas por cuatrocientos sesenta productores para el año 2015. La mayor parte de las fincas son de limitada superficie y pertenecen a pequeños agricultores, los que obtienen rendimientos en promedio de entre veintidós y veintitrés toneladas por hectárea. El fruto obtenido logra la calidad adecuada para poder ser comercializado en Buenos Aires, y también se la distribuye en las ciudades del nordeste y centro del país. Formosa es la 1° productora de bananas del país.

#### Ananá

Los mayores cultivos de ananá en la Argentina se encuentran en la provincia de Misiones.

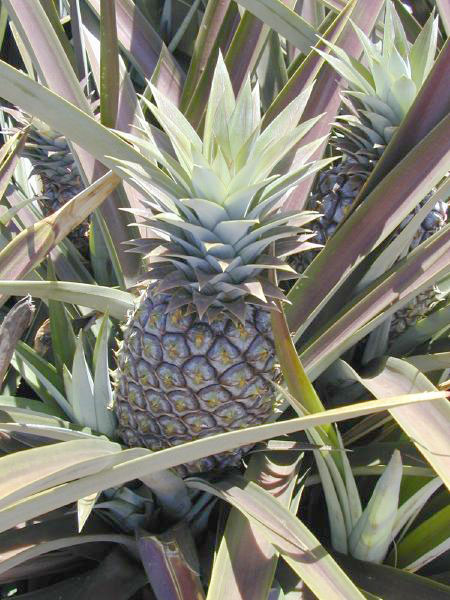
El ananá es un cultivo muy sensible a las heladas.

El ananá o piña, es un cultivo herbáceo, delicado desde el punto de vista térmico, muy sensible a las heladas. Su fruto es ampliamente consumido en todo el mundo. La provincia de Misiones es la de mayor tradición del país en la producción de esta bromeliácea; para el año 2015 contaba con trescientas hectáreas que son cultivadas por doscientos pequeños agricultores, si bien la superficie ha disminuido de las setecientas hectáreas que llegó a tener en el año 2011 (explotadas por quinientos agricultores), al desistir muchos productores en razón de problemas con las heladas y fitosanitarios. Se planta entre octubre y diciembre y se cosecha cerca de dos años después, entre enero y marzo; el 95 % se destinaba al mercado argentino de fruta fresca y lo que resta se industrializa. Para el 2014 la Argentina producía doce mil toneladas (el 0.02 % de la producción mundial). En la localidad de Colonia Aurora se lleva a cabo la Fiesta del Ananá.
Los productores misioneros intentan imponer ante el Consejo Federal de Inversiones (CFI) la marca «Ananá de Misiones» e incrementar la producción provincia hasta las cinco mil toneladas, empleando la variedad «Gold».
También se cultiva ananá en menor medida en la provincia de Formosa, particularmente en el departamento Pilcomayo, con la variedad «Cayena lisa», de frutos de pulpa amarilla o amarilla pálida y con hojas casi desprovistas de espinas.
La demanda argentina de esta fruta ronda entre las veinte y las treinta mil toneladas anuales, las que mayormente se importan desde Brasil, Bolivia, Ecuador y Paraguay. Alrededor de la mitad es utilizado en la fabricación de conservas enlatadas. La variedad más consumida en la Argentina es la «Pérola».

#### Palta

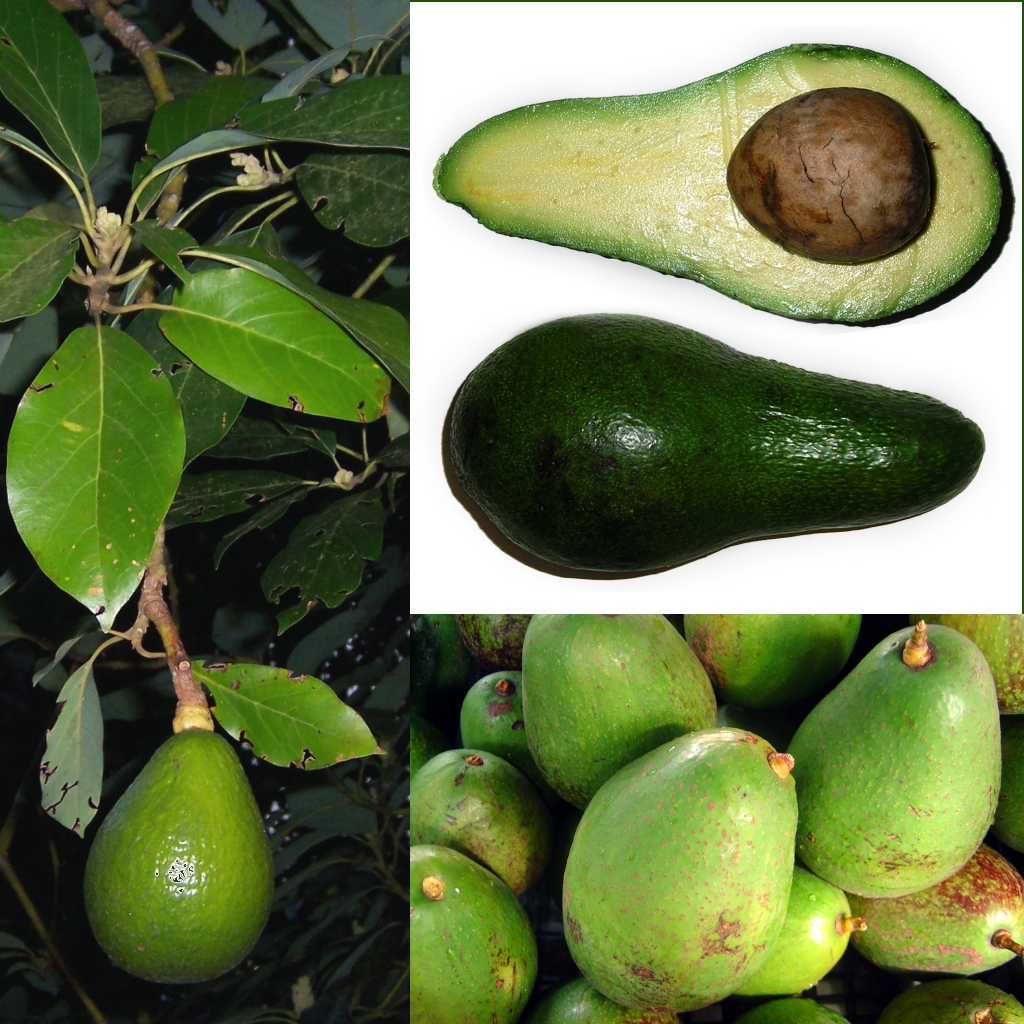
La palta es uno de los pocos frutos tropicales argentinos que también se exporta.

La palta es el fruto de un árbol tropical, algo delicado en su etapa juvenil pero que soporta las heladas suaves siendo adulto. Por sus frutos, se lo cultiva en todo el norte argentino. La tradicional planta local, productora de frutos grandes y de cáscara lisa, verdosa y brillante, en los cultivos comerciales fue siendo reemplazada por la variedad «Hass», de pequeño tamaño y cáscara negra al madurar, opaca y rugosa, en razón de ser esta última más requerida por los mercados consumidores. La Asociación de Productores de Palta de la República Argentina (APROPAL) fue creada para nuclear a los productores y difundir el cultivo.
En el norte la actividad paltera alcanzó un desarrollo importante, estando localizado en la franja pedemontana de la selva de las yungas.
Allí predomina la «Hass», siguiéndole en número la variedad local «Torres» (especialmente en Tucumán). En menor proporción también se cultivan las variedades «Lula», «Pinkerton», «Ettinger», «Tonnage» y ecotipos «Criollos» seleccionados desde el pie franco. Los pies son mayoritariamente de origen mexicano. En algunos huertos con plantaciones mayores a diez años se registraron rendimientos entre las ocho y las dieciséis tonleadas por hectárea.
En el NOA se cosecha el palto desde abril hasta julio, es decir, a contra estación de las principales regiones exportadoras de paltas del mundo, lo que crea condiciones apropiadas para la exportación. Hay dos grandes empresas en el NOA que se dedican a la exportación hacia Europa de esta fruta, y el resto se destina al mercado interno. De todas maneras, es una fruta que no es tenida en cuenta en la dieta de los argentinos.
Destaca en especial la provincia de Tucumán, donde se produce fruta para el consumo nacional e incluso se exporta. En ella hay implantadas mil hectáreas, las que están situadas en las localidades de Taficillo, Las Cavernas, Yerba Buena, Rinconada, Sauce Huascho, Alpachiri y Monte Bello.
Sumadas las quintas palteras de Salta a las que hay en Jujuy totalizan setecientas hectáreas. En Salta se distribuyen por los departamentos de Orán, San Martín, y Güemes. En Jujuy se localizan en los departamentos Ledesma, San Pedro, Santa Bárbara y El Carmen.
En Misiones estaban implantadas para el año 2011 alrededor de cien hectáreas, empleándose la variedad «Hass» en chacras de la zona de Jardín América, Olegario Andrade, Campo Grande, Almafuerte y Andresito.
En el INTA Montecarlo se constituyó un banco genético además de poseer un lote de paltas para servir como material de estudios y ensayos.

#### Mango

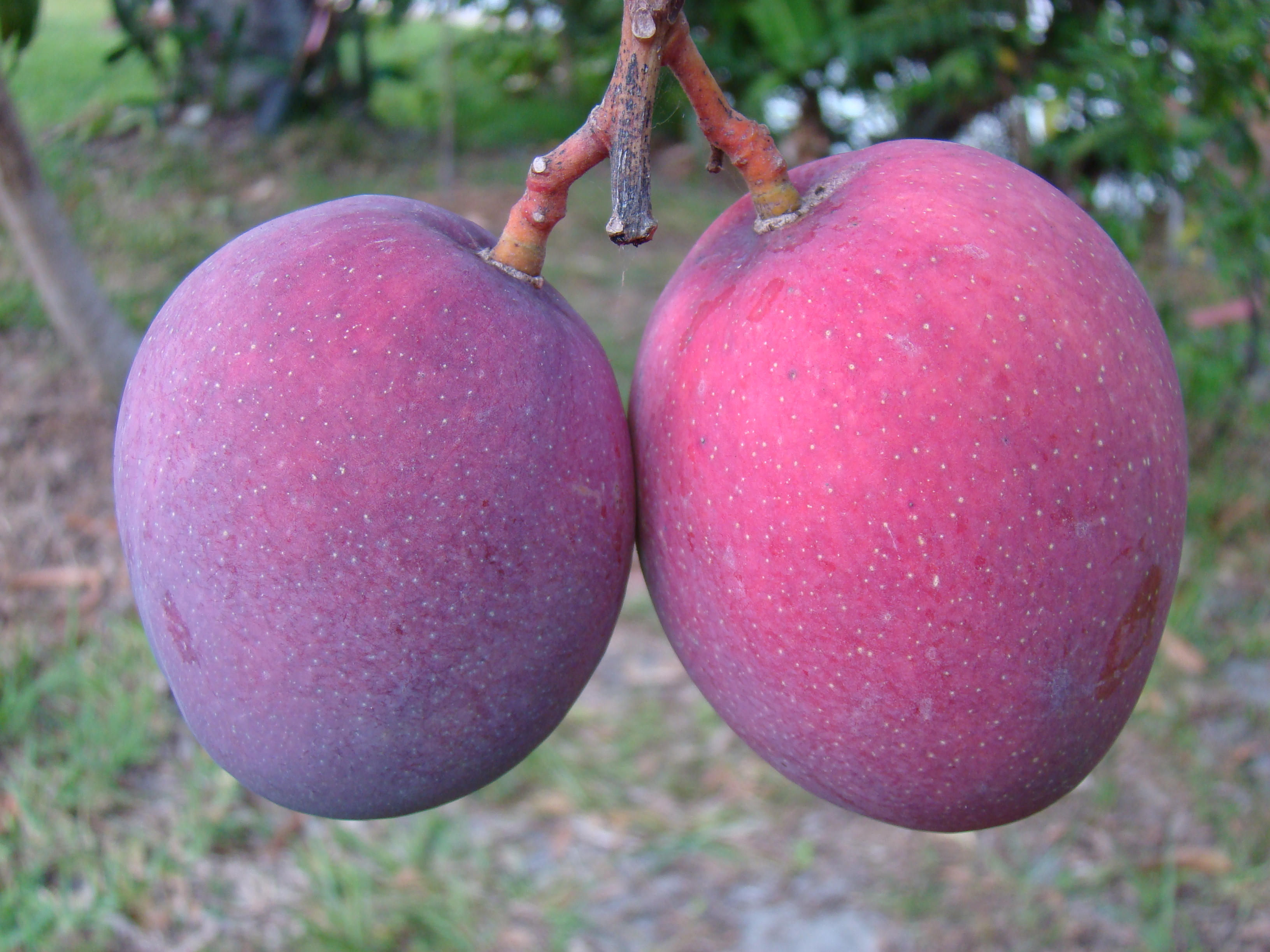
Variedad de mango «Tomy Atkins», la más cultivada en el norte argentino.

El mango es cultivado en todas las provincias del  noreste y norte del país, adquiriendo una mayor importancia en el pedemonte de Salta y Jujuy, donde se producen siete mil quinientas toneladas (con un valor bruto de 37.5 millones de USD) cultivadas en unas quinientas hectáreas, en las que se cosecha en promedio mil quinientos kilogramos de frutas por ha, lográndose un producto de excelente sanidad y calidad. Las fincas trabajan las variedades más demandadas por los mercados internacionales: «Keitt», «Kent», «Osteen» y «Tommy Atkins». En el año 2015, en Jujuy, doscientos pequeños productores y pymes cultivaban ciento cincuenta hectáreas, las que producían 2250 toneladas de frutos, mayormente de la variedad «Tommy Atkins».
En la provincia de Formosa se producen varias variedades de mangos y en los últimos años han aumentado la producción y la cantidad de hectáreas cultivadas, el mango formoseño llega en especial a Buenos Aires aunque también se han vendido toneladas de mango a los mercados de frutas de Corrientes ,Entre Ríos y Córdoba.
Misiones esta provincia produce varias clases de mangos y también en los últimos años ha aumentado la producción y la cantidad de hectáreas cultivadas, desde hace varias años el mango misionero está llegando a los mercados de Buenos Aires.
En Tucumán, Corrientes y Chaco la producción es solamente a nivel local.

#### Mamón

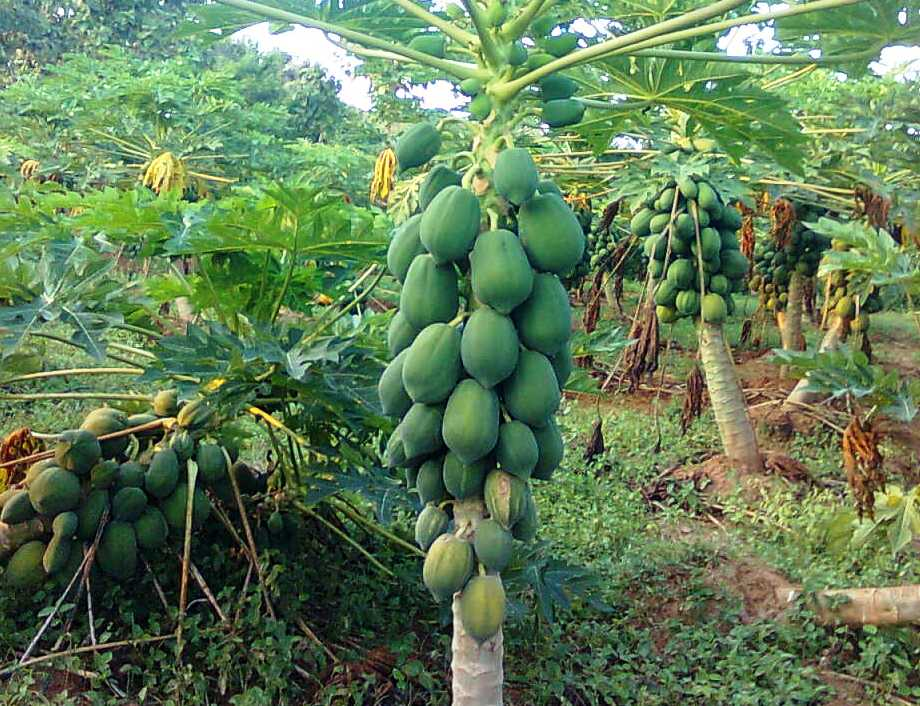
El mamón o papaya es una especie frutal promisoria para el norte argentino.

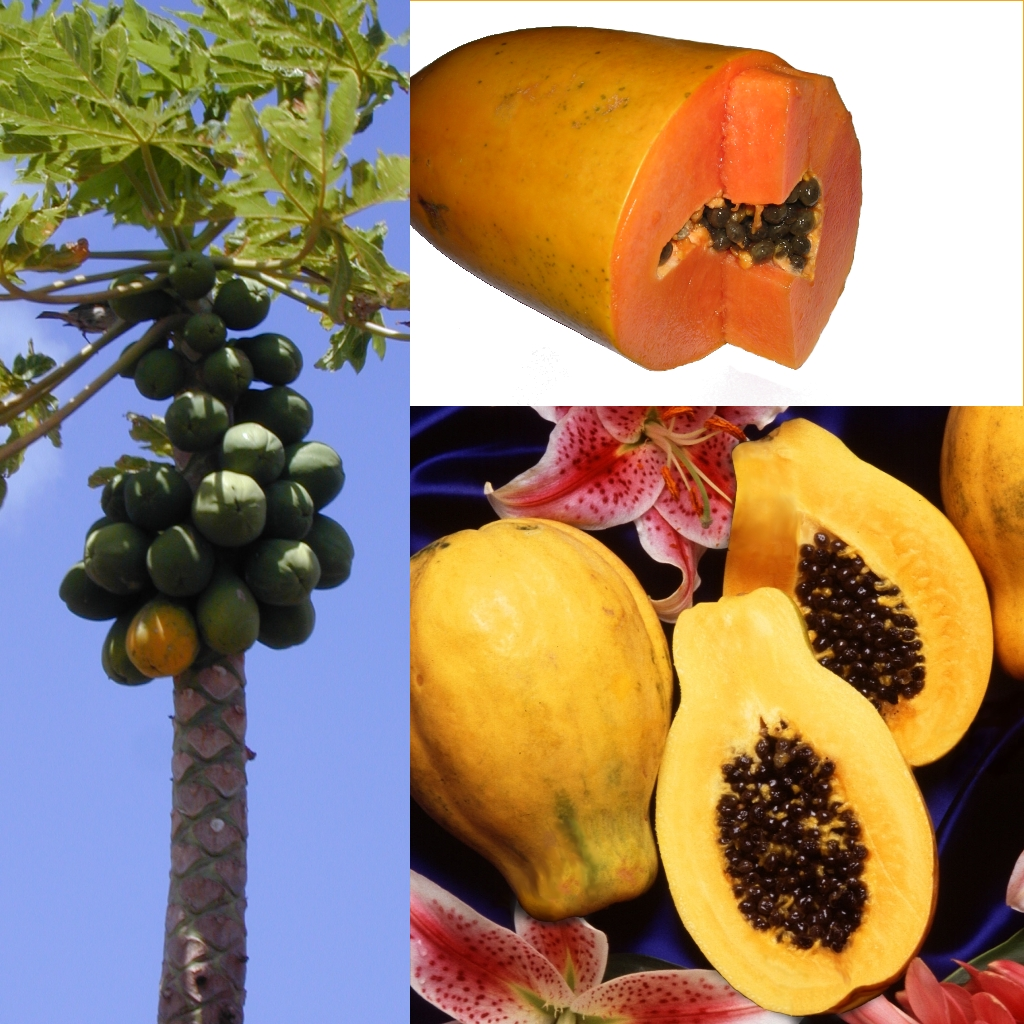
Mamón.

El mamón o papaya es un árbol tropical, el cual es delicado respecto a las bajas temperaturas en su etapa juvenil pero que soporta las heladas suaves siendo adulto. Se lo cultiva en todo el  noreste y norte del país por sus frutos, siendo un alimento tradicional en la culinaria local.
Puede explotarse como monocultivo o en combinación con otras especies frutícolas, como el ananá o el naranjo.
Argentina es un país marginal en la producción de esta especie (el número 47). Para el año 2012 los cultivos de papaya en  Argentina cubrían 430 hectáreas, siendo los más importantes los de Misiones, con 360 ha, seguidos por los de Salta con cincuenta hectáreas y Formosa con veinte hectáreas. En Salta y Jujuy se cultiva la variedad «Maradol», de gran tamaño.
En Misiones se comenzó a cultivar comercialmente al mamón en la década de 1950. Para el año 2014 eran 333 los productores que explotaban 360 ha, con rindes promedio de 19 t/ha, dominando la variedad «Calimosa».
Se producen cerca de seis mil toneladas de frutos. La mayor zona productiva provincial (con alrededor de doscientas hectáreas en producción, explotadas por cien productores) se localiza en municipios del departamento 25 de Mayo, correspondientes a la zona del Alto río Uruguay. Allí se cosechan anualmente cuatro mil toneladas.
Los restantes núcleos se encuentran diseminados en otras 4 zonas de Misiones, entre los cuales se encuentra Comandante Andresito y la zona de Pozo Azul (en el departamento San Pedro) con cerca de 70 ha de mamones. En la zona de Colonia Oasis y Colonia Polana se cosechan alrededor de 600 t en 25 ha, igual producción se obtiene en 20 ha distribuidas en la zona de Garuhapé y El Alcázar.
Lo que la provincia produce es comercializado para abastecer las plantas industriales que elaboran fruta escurrida, producto que representa una etapa previa para lograr «fruta abrillantada», algunas instaladas en Misiones y otras en Córdoba y Santa Fe. También se destina para fabricar mermeladas y productos en almíbar.
El mamón cuenta con cultivos en otras provincias del norte y noreste, como Corrientes, Chaco, Tucumán y Santiago del Estero y en menor medida Entre Ríos y Formosa, provincia donde es muy abundante esta fruta y se produce en todos los departamentos particularmente en el departamento Bermejo.

#### Café

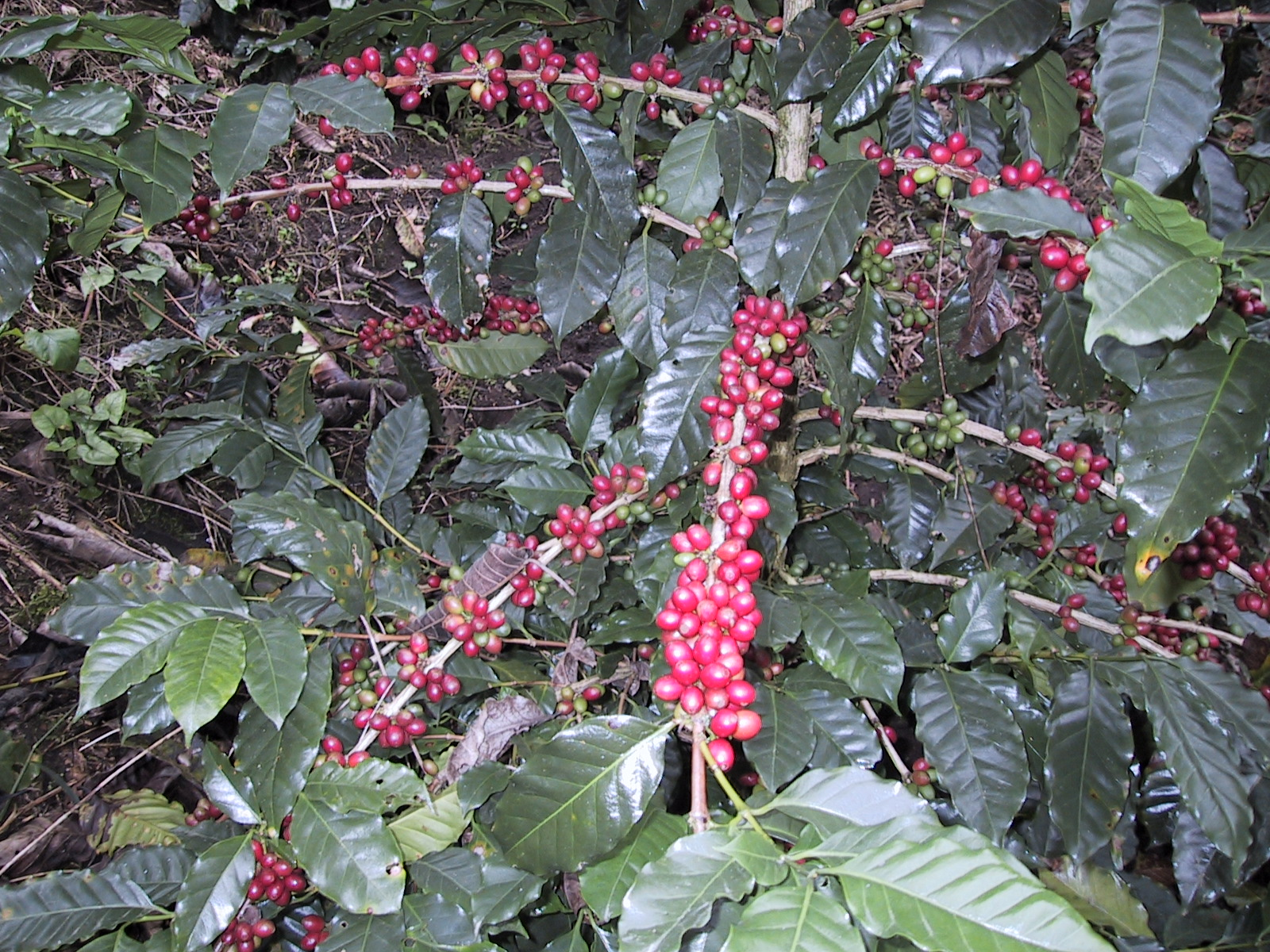
El cafeto es un arbusto tropical que podría cultivarse comercialmente en el norte argentino.

El cafeto es un arbusto perenne tropical muy cultivado en las regiones intertropicales de todo el mundo para producir el café. En  Argentina, los primeros cultivos se remontan a los efectuados entre 1750 y 1795 por los Jesuitas en la zona de Calilegua (Jujuy).
Para el año 2015 su producción nacional era muy limitada, cultivándose para consumo personal en pequeñas huertas de Salta, Misiones, Chaco y Corrientes, por lo que las 36 000 toneladas anuales que se consumen en el país se importan del Brasil (95 %) y en menor medida de Colombia (5 %). En el norte de Salta adquirió en la década de 1970 una cierta importancia.
A mediados del 2016, se inició un emprendimiento para cultivar café cerca de la zona del parque nacional Baritú ubicado en Salta, para de a poco comenzar a sustituir la importación de café, comenzando en la propia provincia de Salta.
En algunos puntos de las selvas del NOA los ejemplares cultivados de cafeto crecen muy bien y hasta se reportan asilvestramientos. Se ha demostrado la factibilidad de su cultivo en un pequeño sector del norte argentino, ateniéndose a una cuidadosa selección topoclimática y la adopción de una tecnología integral, adaptada a las características del clima de la zona. El área más promisoria para esta especie es la localizada entre el límite sur del parque nacional Baritú y la latitud 22°42′ S; de ella, alrededor de dos mil hectáreas constituyen el área óptima (sin limitaciones ecológicas) mientras que otras dos mil quinientas hectáreas poseen limitaciones moderadas.
También se ha propuesto su producción comercial en el norte de la provincia de Corrientes, dado que las experiencias de pequeños cultivos ha dado un buen resultado, empleando la variedad peruana «La Criolla». También se está experimentando con otra variedad peruana: «La Caturra». En esa región se observan ejemplares cultivados de más de cien años.
Chirimoya
La chirimoya es una fruta de un árbol tropical, originario de Perú y Ecuador, aunque está presente en el territorio argentino desde la época colonial, es una fruta de exquisito sabor, los conquistadores españoles al probarla dijeron que era un manjar típico de las tierras de Suramérica, esta fruta se produce en su mayoría en las provincias del norte argentino, en especial en las laderas yungueñas y en menor medida en el Chaco salteño.
Jujuy, Salta y Tucumán producen la mayor parte de estas frutas, su cultiva es típico de estas provincias y está bien arraigado a la cultura local, es decir que es una fruta conocida, fuera de esta región del país también se producen chirimoyas en Formosa, Chaco y   Misiones. Se augura buen futuro para la producción de esta fruta tropical en Argentina, en especial en las provincias norteñas.
Guayaba
La guayaba es una fruta de un árbol tropical, originario de América, esta fruta es muy popular en el noreste argentino, existen varias clases de guayabas, si bien es un frutal tropical puede adecuarse a los días de bajas temperaturas, actualmente esta fruta se produce en las provincias de  Misiones,  Formosa,en estas provincias se produce la mayor parte de la producción de guayabas del país, aunque también es muy típica esta fruta en Corrientes, Entre Ríos y Chaco, si bien existen guayabos en otras provincias argentinas fuera de la región noreste, no son tan comunes como sí lo son en esta región mencionada.

### Especies con producción muy escasa o nula
Hay una serie de cultivos que se encuentran en fase de ensayo o que las experiencias productivas no han sido exitosas, por diversos motivos, entre los cuales pueden nombrarse la incorrecta elección de los lugares de cultivo, efectos colaterales de las fluctuaciones económicas, etc. En otros casos, las especies exhiben aún mayores requerimientos térmicos (en especial con respecto a la exigencia de sitios con total ausencia de heladas extraordinarias ni siquiera temperaturas algo superiores a 0 °C) demandas muy difíciles de satisfacer en suelo argentino, más allá de microambientes muy localizados. Por esta razón, para cubrir el consumo local de esos productos ecuatoriales,  Argentina los debe importar en su totalidad.
Los cultivos son mayoritariamente frutales, arbóreos, arbustivos o enredaderas. En menor medida también están los que se cosechan hojas o madera.

#### Coca

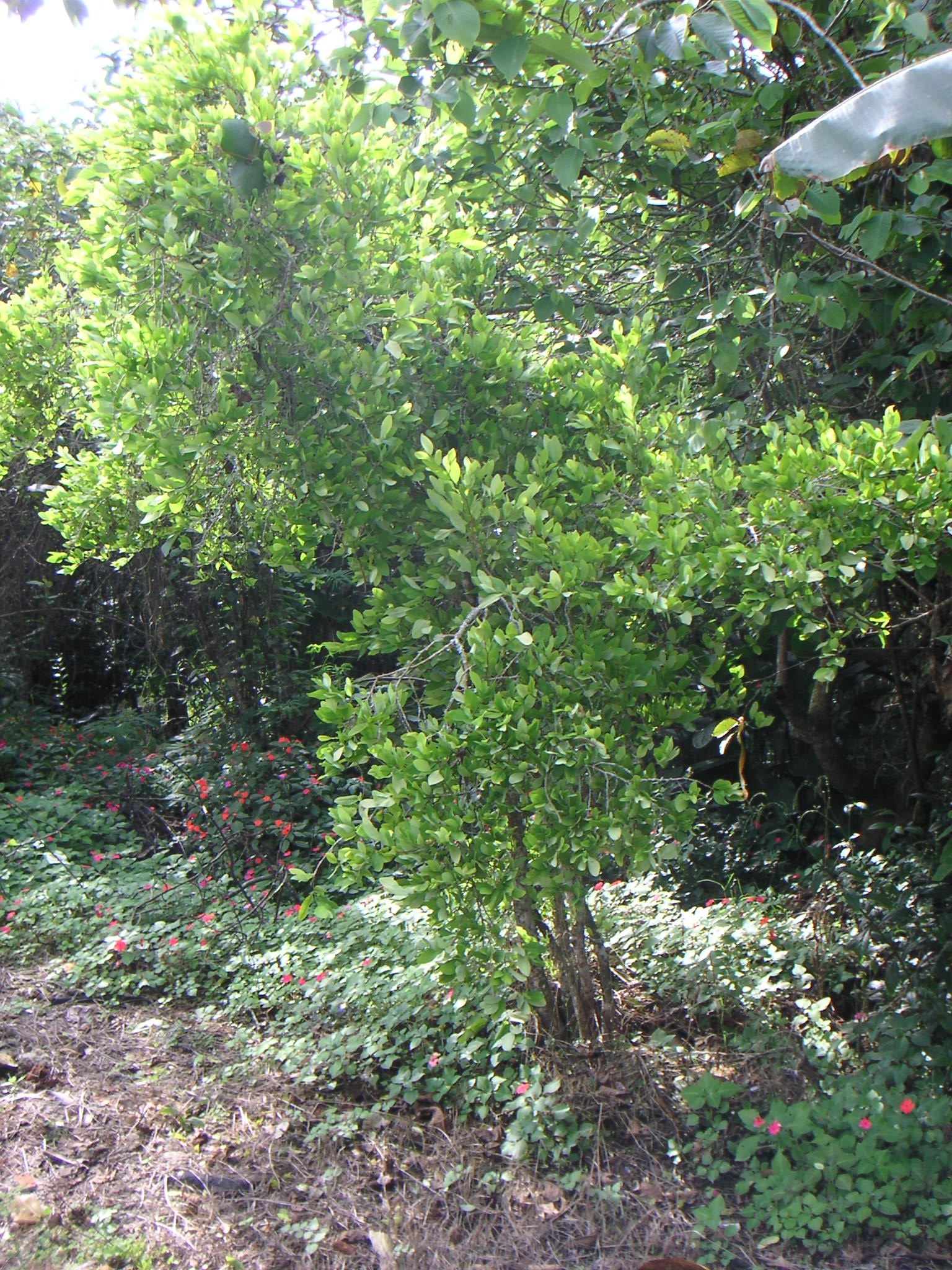
El consumo en la Argentina de hojas de coca es abastecido exclusivamente por importaciones desde Bolivia, sin embargo podría ser producida en algunos sectores del noroeste argentino.

La posesión y venta de la hoja de coca sin procesar es una actividad legal en Argentina, en razón del profundo arraigo que en la población del norte del país posee el uso de naturaleza ancestral de ese producto, el que es destinado a la práctica del coqueo o masticación de la hoja («acullicar»), o a su empleo como infusión, para confeccionar el té de coca. Sin embargo suele verse restringido por los intentos de evitar la ilegal producción de cocaína, lo que redunda en que el cultivo no es ni promovido ni investigado agronómicamente. Todo lo que en el país se consume es importado, casi en su totalidad se origina en Bolivia.
Si bien es una especie netamente tropical, la cual sufre daños en sus hojas con temperaturas inferiores a 4 °C, no muere, rebrotando en la primavera. Es por esta razón que se postuló realizar su cultivo en la selva montana de las yungas salto-jujeñas. Para salvar la limitante de temperatura, se debería efectuar un desmonte parcial para conservar la protección térmica del dosel selvático, hacerlo en terrenos correspondientes a laderas con exposición norte —por ser la más cálida (aunque es más seca)— y que a la vez cuenten con un elevado ángulo de pendiente hacia un valle profundo (a varios cientos de metros por debajo), para permitir un adecuado escurrimiento del aire frío en las noches invernales.
Otros puntos que conspiran con la implantación de la coca en  Argentina, ya que favorecen a la producción boliviana, son la falta de población campesina que viva en esas selvas argentinas (lo cual redunda en la dificultad de la manutención y cosecha de la coca) y los mayores costos de la mano de obra en Argentina.
Se recomendó que los ecotipos que mejor se podrían adaptar a las características más rigurosas de las selvas de montaña argentinas serían los que habitan naturalmente en el departamento de Cochabamba (Bolivia) en las latitudes más australes (18° S) y de estos, los que lo hacen a mayor altitud (alrededor de los 2000 m s. n. m.).

#### Mburucuyá o maracuyá

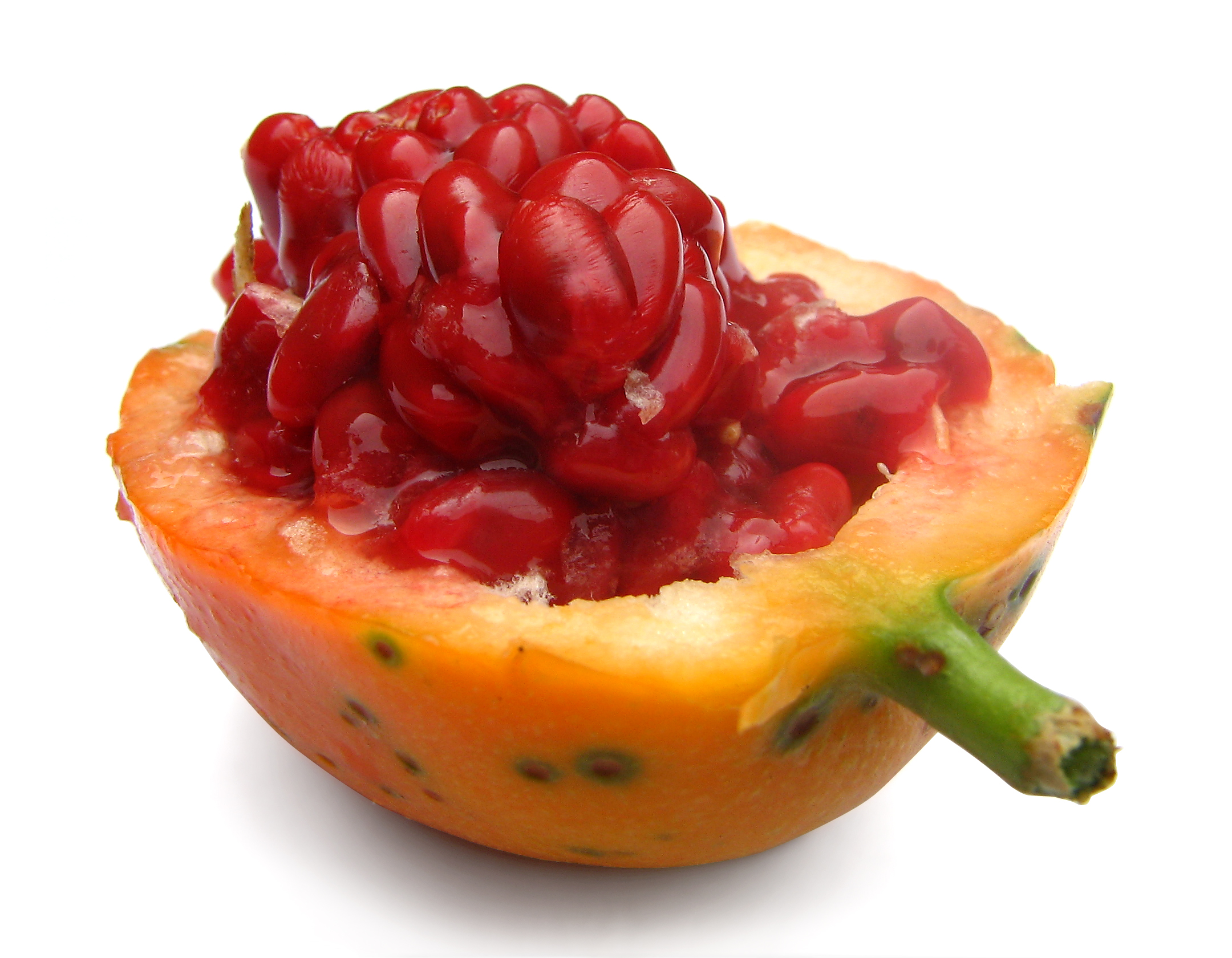
Mburucuyá.

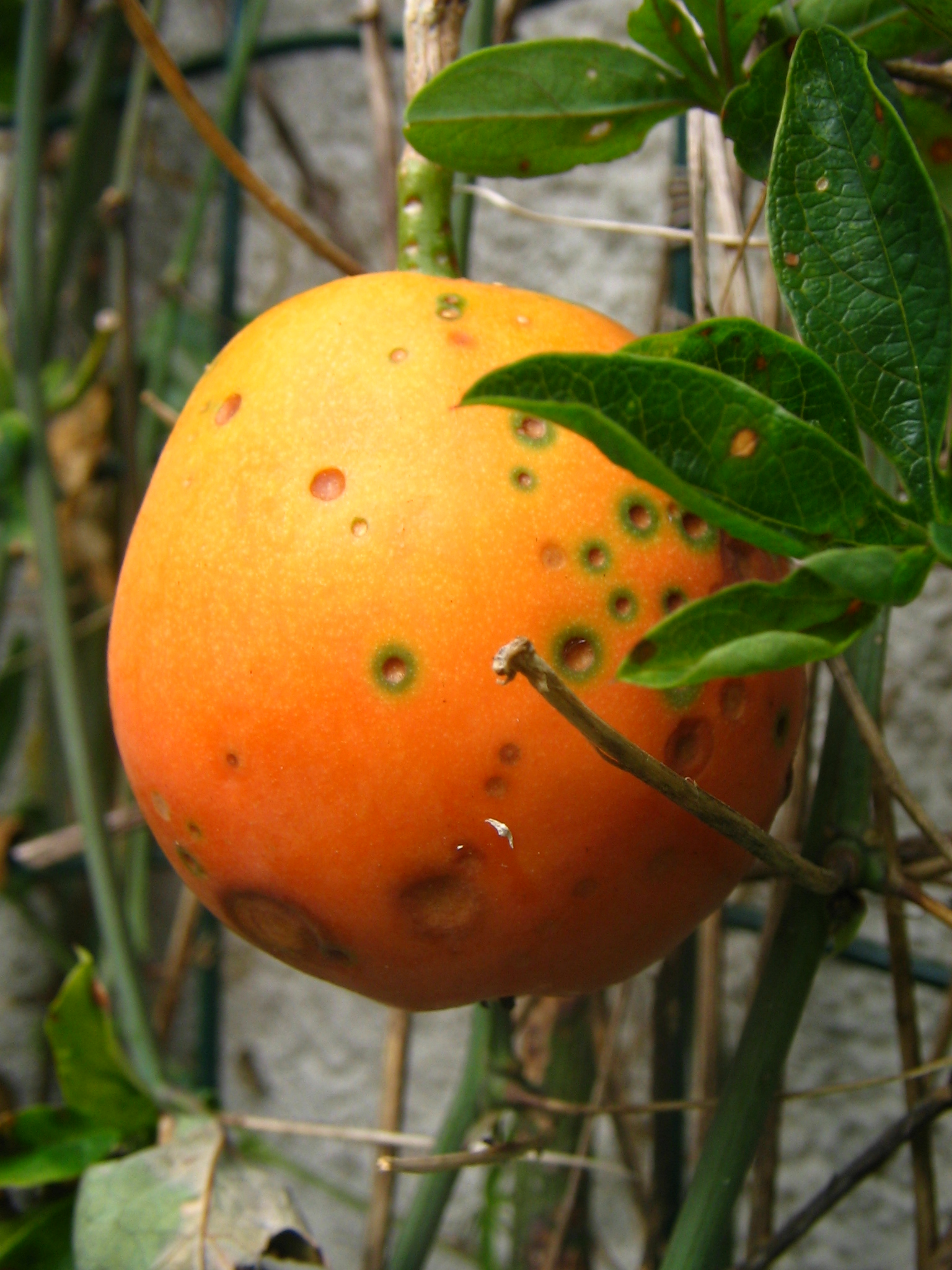
Fruto del mburucuyá de color anaranjado.

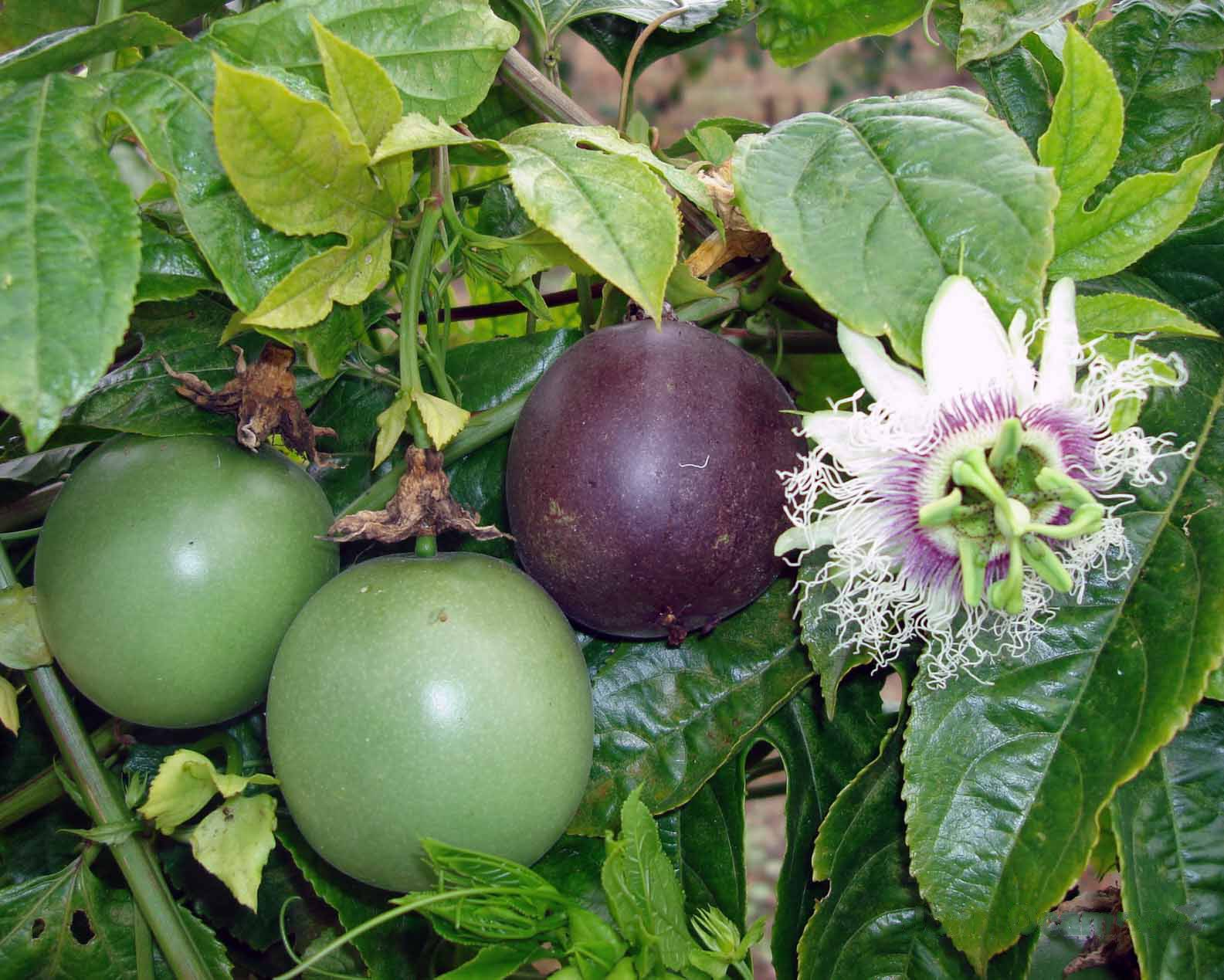
El maracuyá morado.

El maracuyá amarillo es una enredadera apreciada por sus frutos cuyo cultivo está en proceso de difusión en regiones del norte y noreste  argentino.

#### Cacao
El cacao es una especie característica del clima tropical, base de la industria del chocolate. Argentina importa todo lo que consume y nunca se ha ensayado productivamente su cultivo en el país; el mismo en el año 1951 fue descartado como comercialmente inviable. Sin embargo, un pequeño ensayo con 6 ejemplares (donados en 1996 por el Ing. Agr. Carlos Suárez) establecidos en el parque de la Sala, en Calilegua (Jujuy), a pesar de padecer de algunas heladas anuales (suaves) y aún sin contar la zona con los específicos insectos polinizadores, florecen y fructifican regularmente todos los años.

#### Árbol del caucho
El árbol del caucho es una especie característica del clima tropical cuya savia es empleada para la fabricación del caucho.  Argentina importa todo lo que consume y nunca se ha ensayado productivamente su cultivo en el país; el mismo en el año 1951 fue descartado como comercialmente inviable, aunque se ha pronosticado un nuevo escenario futuro con aptitud para esta especie en el nordeste argentino como resultado del fenómeno del calentamiento global.

#### Coco

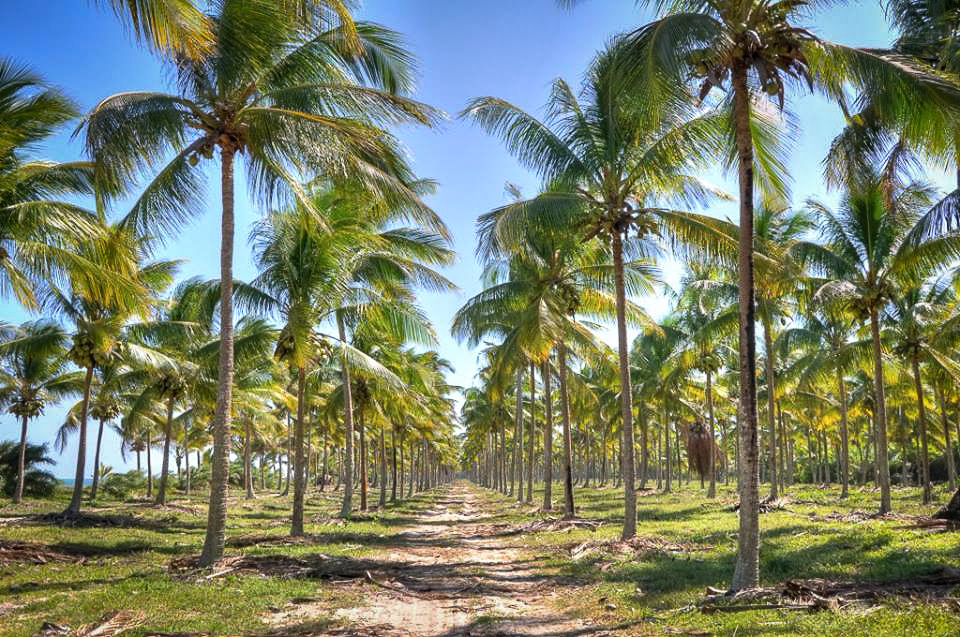
La palmera cocotera crece bien en algunas ciudades del norte argentino, sin embargo nunca se ha experimentado su cultivo comercial en ese país, por lo que se debe importar la totalidad de lo que se consume.

La palmera cocotera es una especie característica del clima tropical, con múltiples utilidades, especialmente sus frutos, denominados «cocos». Argentina importa todo lo que consume y nunca se ha ensayado comercialmente en el país, tal vez por estimar que sería muy difícil cumplir sus exigencias térmicas. Sin embargo, en varias ciudades del norte y noreste argentino (como Resistencia, Corrientes, Orán, Puerto Iguazú, etc.) se ha ensayado el cultivo de palmeras cocoteras, las que crecen bien luego de los dos primeros años, inclusive fructifican, aunque se presenta la incógnita de su real desempeño fuera de los más templados inviernos urbanos (en razón del efecto protector denominado isla de calor que las urbes producen).

#### Palma africana aceitera
La palma de aceite es una especie característica del clima  ecuatorial. Nunca se ha ensayado productivamente su cultivo en Argentina.

#### Otras especies
Otras de las especies que se proyectan incorporar a la matriz productiva del norte argentino como forma de alentar la diversificación agrícola son: la nuez de Macadamia, el lichi, la acerola, la carambola, la pitaya, pachira, guapurú, pomarrosa, guaraná, zapote,
etc. Algunas de ellas están en estudio, otras en la fase de ensayo y de otras ya se han desarrollado cultivos experimentales.